# Flavius C. Coles Farmhouse
La Granja Flavius C. Coles es un sitio histórico en Tallahassee, Florida. Está localizado en 411 Oakland Avenue. El 7 de enero de 1992, fue agregado al Registro Nacional de Lugares Históricos de Estados Unidos.